# Серпій приквітковий
Се́рпій приквітковий (Serratula bracteifolia) — вид рослин родини айстрові.

## Практичне використання
У північній частині Криму та на Північному Кавказі ранньої весни в їжу вживали соковиті молоді стрілки паростків серпію. Вони огорнуті ніжним білуватим пушком і містять гіркуватий, але приємний на смак молочний сік. Такі цибуки придатні для салатів і юшок. Відварені у воді, вони замінюють цвітну капусту. Молоді й ніжні весняні розеткові листки йдуть на приготування салатів і зелених борщів.
Листки та квіти серпію приквіткового можуть використовуватися як лікарська сировина для одержання екдистерону.